# Мікаель Мурільйо
Мікаель Амір Мурільйо (ісп. Michael Murillo, нар. 11 лютого 1996, Панама) — панамський футболіст, захисник французького «Марселя».
Виступав, зокрема, за клуб «Сан-Франциско», «Нью-Йорк Ред Буллз» та «Андерлехт», а також національну збірну Панами.

## Клубна кар'єра
Мурільйо розпочав кар'єру в клубі «Сан-Франциско». 7 вересня 2014 року в матчі проти «Чепо» він дебютував у чемпіонаті Панами. 25 жовтня 2015 року в поєдинку проти «Альянси» він зробив дубль, забивши свої перші голи за «Сан-Франциско».
18 лютого 2017 року на правах оренди до кінця року перейшов у «Нью-Йорк Ред Буллз» з МЛС. Відтоді встиг відіграти за команду з Нью-Йорка 6 матчів в національному чемпіонаті.

## Виступи за збірну
У 2015 році Мурільйо був включений в заявку молодіжної збірної Панами на молодіжний кубок КОНКАКАФ на Ямайці. На турнірі він зіграв у матчах проти збірних Мексики, Аруби, США, Ямайки, Тринідаду і Тобаго та Гватемали. У поєдинку проти тринідадців забив гол. За підсумками змагань він завоював срібну медаль. Влітку того ж року Мурільйо взяв участь у молодіжному чемпіонаті світу у Новій Зеландії. На турнірі він був запасним і на поле не вийшов.
У тому ж році Мікаель у складі олімпійської збірної взяв участь Панамериканських іграх у Канаді. На турнірі він зіграв у матчах проти Перу, Канади, Мексики та Бразилії.
16 березня 2016 року дебютував в офіційних іграх у складі національної збірної Панами в товариському матчі проти збірної Нікарагуа. 
Наступного року був учасником розіграшу Золотого кубка КОНКАКАФ 2017 року у США, де зіграв у всіх чотирьох матчах, а збірна вилетіла в чвертьфіналі.
Наразі провів у формі головної команди країни 70 матчів, забивши 8 голів.
| Дата       | Місто           | Господарі         | Результат | Гості             | Турнір                              | Голи | Примітки |
| ---------- | --------------- | ----------------- | --------- | ----------------- | ----------------------------------- | ---- | -------- |
| 15-3-2016  | Манагуа         | Нікарагуа         | 1 – 0     | Панама            | товариський матч                    | -    |          |
| 27-4-2016  | Фор-де-Франс    | Мартиніка         | 0 – 2     | Панама            | товариський матч                    | 1    |          |
| 10-8-2016  | Панама          | Панама            | 0 – 0     | Гватемала         | товариський матч                    | -    | 74'      |
| 6-9-2016   | Сан-Хосе        | Коста-Рика        | 3 – 1     | Панама            | Відбір до ЧС 2018                   | -    |          |
| 11-10-2016 | Бриджв'ю        | Панама            | 0 – 1     | Мексика           | товариський матч                    | -    |          |
| 13-1-2017  | Панама          | Панама            | 0 – 0     | Беліз             | Центральноамериканський кубок 2017  | -    | 70'      |
| 17-1-2017  | Панама          | Панама            | 0 – 1     | Гондурас          | Центральноамериканський кубок 2017  | -    |          |
| 20-1-2017  | Панама          | Панама            | 1 – 0     | Сальвадор         | Центральноамериканський кубок 2017  | -    |          |
| 22-1-2017  | Панама          | Панама            | 1 – 0     | Коста-Рика        | Центральноамериканський кубок 2017  | -    |          |
| 24-3-2017  | Порт-оф-Спейн   | Тринідад і Тобаго | 1 – 0     | Панама            | Відбір до ЧС 2018                   | -    | 75' 82'  |
| 13-6-2017  | Панама          | Панама            | 2 – 2     | Гондурас          | Відбір до ЧС 2018                   | -    |          |
| 8-7-2017   | Нашвілл         | США               | 1 – 1     | Панама            | Кубок КОНКАКАФ 2017 - груповий етап | -    |          |
| 12-7-2017  | Тампа           | Панама            | 2 – 1     | Нікарагуа         | Кубок КОНКАКАФ 2017 - груповий етап | -    |          |
| 15-7-2017  | Клівленд        | Панама            | 3 – 0     | Мартиніка         | Кубок КОНКАКАФ 2017 - груповий етап | 1    |          |
| 19-7-2017  | Філадельфія     | Коста-Рика        | 1 – 0     | Панама            | Кубок КОНКАКАФ 2017 - чвертьфінал   | -    |          |
| 5-9-2017   | Панама          | Панама            | 3 – 0     | Тринідад і Тобаго | Відбір до ЧС 2018                   | -    |          |
| 6-10-2017  | Орландо         | США               | 4 – 0     | Панама            | Відбір до ЧС 2018                   | -    | 48'      |
| 9-11-2017  | Грац            | Іран              | 2 – 1     | Панама            | товариський матч                    | -    | 36'      |
| 14-11-2017 | Кардіфф         | Уельс             | 1 – 1     | Панама            | товариський матч                    | -    |          |
| 22-3-2018  | Бреннбю         | Данія             | 1 – 0     | Панама            | товариський матч                    | -    |          |
| 27-3-2018  | Люцерн          | Швейцарія         | 6 – 0     | Панама            | товариський матч                    | -    | 46'      |
| 6-6-2018   | Осло            | Норвегія          | 1 – 0     | Панама            | товариський матч                    | -    | 46' 59'  |
| 18-6-2018  | Сочі            | Бельгія           | 3 – 0     | Панама            | ЧС 2018 - груповий етап             | -    | 51'      |
| 24-6-2018  | Нижній Новгород | Англія            | 6 – 1     | Панама            | ЧС 2018 - груповий етап             | -    | 72'      |
| 11-9-2018  | Панама          | Панама            | 0 – 2     | Венесуела         | товариський матч                    | -    |          |
| 12-10-2018 | Ніїгата         | Японія            | 3 – 0     | Панама            | товариський матч                    | -    |          |
| 16-10-2018 | Чхонан          | Південна Корея    | 2 – 2     | Панама            | товариський матч                    | -    |          |
| 16-11-2018 | Тегусігальпа    | Гондурас          | 1 – 0     | Панама            | товариський матч                    | -    |          |
| 20-11-2018 | Панама          | Панама            | 1 – 2     | Еквадор           | товариський матч                    | -    |          |
| Усього     |                 | Матчів            | 29        |                   | Голів                               | 2    |          |